# Dancing Machine (chanson)
Pour les articles homonymes, voir Dancing Machine.
Singles de The Jackson 5
Get It Together
(19) Whatever You Got I Want
(19)
Dancing Machine est un single du groupe The Jackson 5, sorti le 3 février 1974. Cette chanson est extraite de l'album Get It Together (1973) et de l'album Dancing Machine (1974). C'est la première chanson du groupe à rentrer dans le Top Ten US depuis Sugar Daddy en 1971, se classant numéro 2 au Billboard pop music charts le 18 mai 1974, et numéro 1 au R&B charts le 11 mai.
Le single s'est vendu à plus de 3 millions d'exemplaires et a été popularisé par les fameux « pas de danse robot » effectués par Michael Jackson et ses frères lors d'émissions télévisées américaines.